# Torneo Sub-20 de la Concacaf 1994
El Torneo Sub-20 de la CONCACAF 1994 fue el torneo clasificatorio rumbo a la Copa Mundial de Fútbol Sub-20 de 1995 a celebrarse en Catar y contó con la participación de 12 selecciones de América del Norte, América Central y el Caribe.
Honduras fue el vencedor del torneo tras ser el equipo que acumuló más puntos en la fase final celebrada en Honduras, para así ganar el título de la categoría por segunda ocasión.

## Eliminatoria
Participaron equipos de Centroamérica y el Caribe, de donde saldrían los 8 equipos que jugarían la fase final junto a los tres representantes de Norteamérica y al anfitrión Honduras.

### Caribe

#### Primera ronda
| Equipo 1              | Agr. | Equipo 2               | Ida | Vuelta |
| --------------------- | ---- | ---------------------- | --- | ------ |
| Antillas Neerlandesas | 2–4  | Aruba                  | 1–1 | 1–3    |
| Barbados              | 0–5  | Granada                | 0–1 | 0–4    |
| Martinica             | 6–0  | Santa Lucía            | 5–0 | 1–0    |
| Antigua y Barbuda     | 1–3  | San Cristóbal y Nieves | 1–1 | 0–2    |

#### Segunda ronda
| Equipo 1          | Agr. | Equipo 2               | Ida | Vuelta |
| ----------------- | ---- | ---------------------- | --- | ------ |
| Martinica         | 8–1  | San Cristóbal y Nieves | 5–0 | 3–1    |
| Trinidad y Tobago | 3–0  | Granada                | 0–0 | 3–0    |
| Guyana            | 6–0  | Aruba                  | 4–0 | 2–0    |
| Islas Caimán      | 0–7  | Jamaica                | 0–4 | 0–3    |

### Centroamérica
| Equipo 1    | Agr. | Equipo 2  | Ida | Vuelta |
| ----------- | ---- | --------- | --- | ------ |
| El Salvador | 8–1  | Nicaragua | 6–0 | 2–1    |
| Costa Rica  | 14–0 | Panamá    | 8–0 | 6–0    |
| Belice      | 2–5  | Guatemala | 1–2 | 1–3    |

## Clasificados
| Región                   | Clasificación             | Participantes                              |
| ------------------------ | ------------------------- | ------------------------------------------ |
| Caribe (CFU)             | 1 o 2 ronda eliminatorias | Guyana Jamaica Martinica Trinidad y Tobago |
| América Central(UNCAF)   | 1 ronda eliminatoria      | Belice1 Costa Rica El Salvador Guatemala   |
| América Central(UNCAF)   | Anfitrión                 | Honduras                                   |
| América del Norte (NAFU) | Clasificó Automáticamente | Canadá México Estados Unidos               |

1Belice clasificó como el mejor perdedor de Centroamérica

## Primera ronda

### Grupo A
| Club      | G | E | P | GF | GC | Pts |
| --------- | - | - | - | -- | -- | --- |
| Honduras  | 3 | 0 | 0 | 11 | 3  | 9   |
| Canadá    | 2 | 0 | 1 | 13 | 3  | 6   |
| Martinica | 1 | 0 | 2 | 6  | 10 | 3   |
| Belice    | 0 | 0 | 3 | 3  | 17 | 0   |

| Equipo 1  | Resultado | Equipo 2  |
| --------- | --------- | --------- |
| Belice    | 0-7       | Canadá    |
| Martinica | 1-3       | Honduras  |
| Belice    | 3-5       | Martinica |
| Honduras  | 3-2       | Canadá    |
| Canadá    | 4-0       | Martinica |
| Honduras  | 5-0       | Belice    |

### Grupo B
| Club       | G | E | P | GF | GC | Pts |
| ---------- | - | - | - | -- | -- | --- |
| Costa Rica | 3 | 0 | 0 | 13 | 3  | 9   |
| México     | 2 | 0 | 1 | 8  | 6  | 6   |
| Jamaica    | 1 | 0 | 2 | 8  | 13 | 3   |
| Guatemala  | 0 | 0 | 3 | 6  | 13 | 0   |

| Equipo 1   | Resultado | Equipo 2   |
| ---------- | --------- | ---------- |
| Guatemala  | 0-2       | México     |
| Costa Rica | 3-1       | Jamaica    |
| Jamaica    | 1-5       | México     |
| Costa Rica | 5-1       | Guatemala  |
| Guatemala  | 5-6       | Jamaica    |
| México     | 1-2       | Costa Rica |

### Grupo C
| Club              | G | E | P | GF | GC | Pts |
| ----------------- | - | - | - | -- | -- | --- |
| El Salvador       | 3 | 0 | 0 | 10 | 2  | 9   |
| Estados Unidos    | 2 | 0 | 1 | 9  | 4  | 6   |
| Trinidad y Tobago | 1 | 0 | 2 | 2  | 6  | 3   |
| Guyana            | 0 | 0 | 3 | 1  | 10 | 0   |

| Equipo 1          | Resultado | Equipo 2          |
| ----------------- | --------- | ----------------- |
| El Salvador       | 2-1       | Trinidad y Tobago |
| Guyana            | 1-4       | Estados Unidos    |
| Estados Unidos    | 1-3       | El Salvador       |
| Guyana            | 0-1       | Trinidad y Tobago |
| El Salvador       | 5-0       | Guyana            |
| Trinidad y Tobago | 0-4       | Estados Unidos    |

## Fase final
| Club        | G | E | P | GF | GC | Pts |
| ----------- | - | - | - | -- | -- | --- |
| Honduras    | 3 | 0 | 0 | 7  | 3  | 9   |
| Costa Rica  | 1 | 1 | 1 | 5  | 4  | 4   |
| Canadá      | 1 | 0 | 2 | 5  | 7  | 3   |
| El Salvador | 0 | 1 | 2 | 4  | 7  | 1   |

| Equipo 1    | Resultado | Equipo 2    |
| ----------- | --------- | ----------- |
| El Salvador | 2-4       | Honduras    |
| Canadá      | 2-4       | Costa Rica  |
| Honduras    | 2-1       | Canadá      |
| Costa Rica  | 1-1       | El Salvador |
| Honduras    | 1-0       | Costa Rica  |
| Canadá      | 2-1       | El Salvador |

## Campeón
| Torneo Sub-20 de la Concacaf 1994 |
| --------------------------------- |
| Bandera de Honduras               |
| Honduras 2º Título                |

## Clasificados al Mundial Sub-20
| - Honduras | - Costa Rica |